# اریک وان استریلند
 اریک وان استریلند (انگلیسی: Eric Van Stryland؛ ) یک فیزیک‌دان در زمینه فیزیک نور و عینک‌ساز اهل ایالات متحده آمریکا است.